# Tidersrum
Tidersrum är kyrkbyn i Tidersrums socken i Kinda kommun, Östergötlands län.
I byn ligger Tidersrums kyrka.

## Kända personer från Tidersrum
- Astrid von Rosen, konstvetare
- Magnus Samuelsson, strongman-utövare